# Syrphoctonus kenyensis
Syrphoctonus kenyensis là một loài tò vò trong họ Ichneumonidae.